# Bromus
Bromus es un género de gramíneas (Poaceae), que incluye unas 100 especies anuales o perennes, distribuidas en regiones templadas de todo el mundo. Varias especies del género son buenas forrajeras inverno-primaverales.

## Descripción
Bromus incluye a plantas mesotérmicas, con hojas con vaina cerrada, lígula membranosa y láminas planas o plegadas.
Presenta espiguillas pediceladas, plurifloras, cilíndricas o comprimidas lateralmente, de 10 a 47 mm de longitud. La raquilla está articulada por arriba de las glumas y entre los antecios: las glumas son agudas, menores que la espiguilla. La gluma inferior es 1-5 nervada, la superior es 3-9 nervada. La lemma es carenada o convexa, 5-11-nervada, con el ápice agudo, mútico o aristado entre dos dientes. La pálea es lanceolada o lineal-lanceolada, menor que la lemma, con carenas pestañosas. 
Las flores son hermafroditas, con 3 estambres. El ovario es oblongo, con el ápice piloso. Los estigmas son sésiles, plumosos, de inserción dorsal subapical. El cariopse es alargado con un surco ventral. El hilo es lineal y el embrión pequeño, menor que un tercio de la longitud del cariopse, el que generalmente está adherido a la pálea y es caedizo con sus glumelas a la madurez.

## Aplicaciones como forrajero

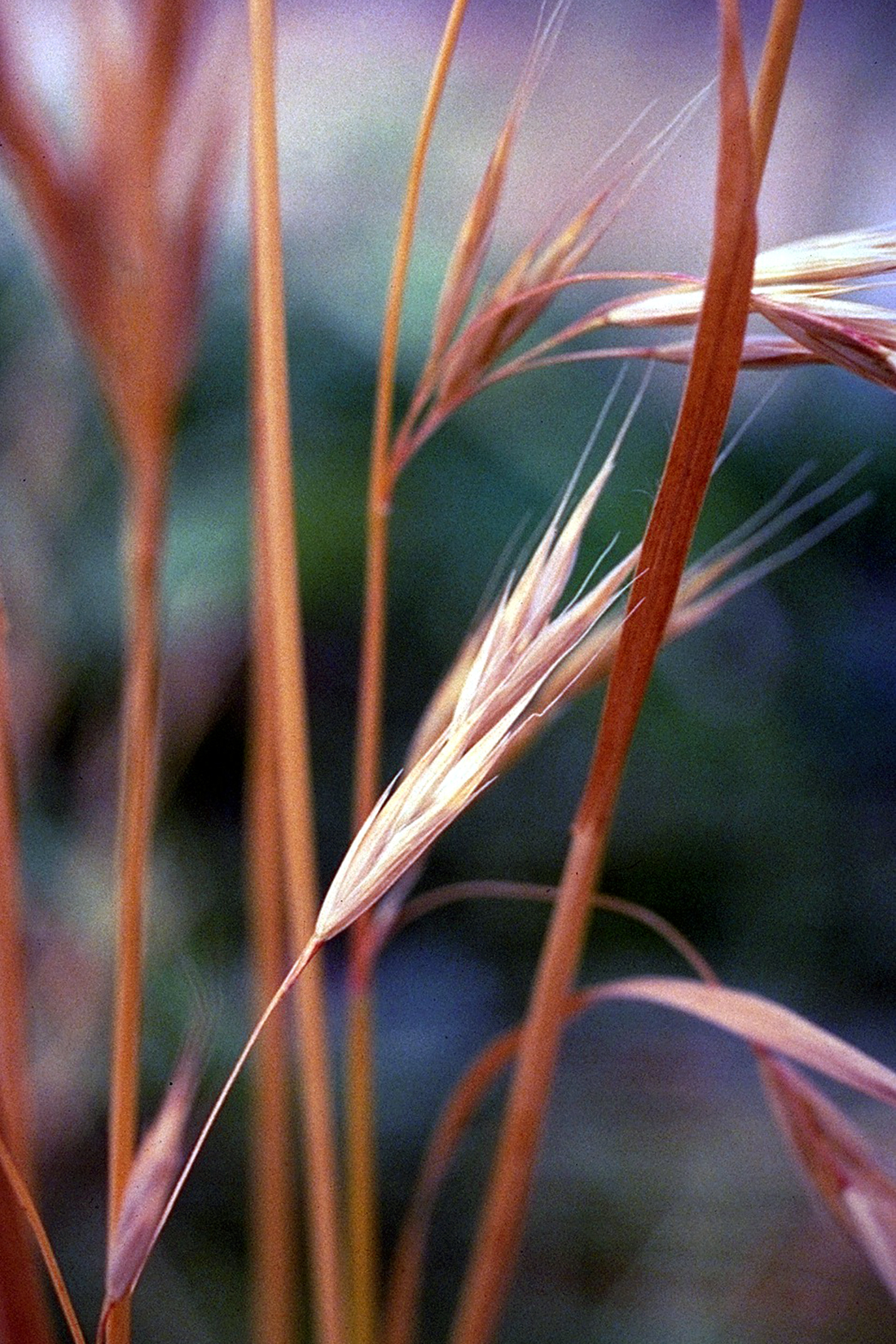
Bromus carinatus

### Aplicación enzootecnia
Es un tipo de forraje más apropiado para el ganado vacuno. A continuación se exponen algunas de las ventajas de este forraje. Es un forraje de talla elevada, aunque basto. Varias especias del género son buenas forrajeras invierno-primaverales, esto es bueno porque aparecen cuando otras escasean, y los animales se puedan alimentar de estas. En cuanto a valor nutritivo parecen tener menos energía que el raygrass y un aceptable valor nitrogenado, que podría equiparlos con el dactilo. 

### Aplicación enfitotecnia
Dentro del grupo de las perennes se dividen en dos grandes grupos: B. inermis (perenne y bastante rústica) y Bromus ceratochloa. Desde el punto de vista agronómico la más interesante son las del grupo B. Ceratochloa. A este grupo pertenecen los Bromus catharticus, Bromus sitchensis, Bromus carinatus, y Bromus valdivianus, de los que el primero de ellos es el más extendido en cuanto a su empleo en praderas, es buena para prados de siega por su elevada talla.

## Taxonomía
El género fue descrito por Carlos Linneo y publicado en Species Plantarum 1: 76–78. 1753. La especie tipo es: Bromus secalinus L. 
Citología
El número cromosómico básico del género es x = 7, con números cromosómicos somáticos de 2n = 14, 28, 42, 56 y 70, ya que hay especies diploides y una serie poliploide. Cromosomas relativamente «muy pequeños a grandes». Los nucléolos desaparecen antes de la metafase.
Etimología
El nombre del género deriva del griego bromos = (avena), o de broma = (alimento).